# Lora Szafran
Lora Szafran (ur. 24 lipca 1960 w Krośnie) – polska wokalistka jazzowa, absolwentka Akademii Muzycznej w Katowicach w klasie wokalistyki jazzowej, z tytułem magistra sztuki. W październiku 2015 roku została odznaczona Brązowym Medalem „Zasłużony Kulturze Gloria Artis”.

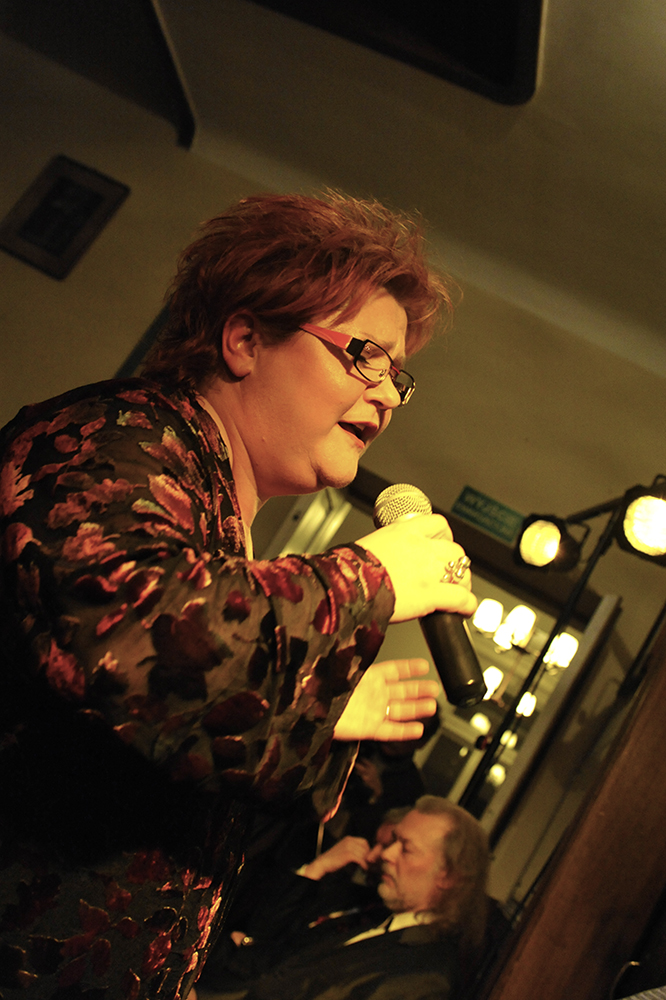
Lora Szafran w czasie występu w Muzeum Stawisko, Podkowa Leśna - grudzień 2010.

## Dyskografia
Albumy
| Lonesome Dancer (oraz New Presentation)                                                   | - Data: 1989 - Wydawca: Polskie Nagrania          | –  |                    |
| W górę głowa                                                                              | - Data: 1991 - Wydawca: Polskie Nagrania          | –  |                    |
| You’ve Changed (oraz New Presentation)                                                    | - Data: 1992 - Wydawca: Power Bros                | –  |                    |
| Tylko Chopin                                                                              | - Data: 1994 - Wydawca: Polskie Nagrania          | –  |                    |
| Wspomnienia (oraz Eljazz Big Band)                                                        | - Data: 2002 - Wydawca: Dacapo Records            | –  |                    |
| Śpiewnik Nahornego (oraz Włodzimierz Nahorny)                                             | - Data: 2003 - Wydawca: Confiteor                 | –  |                    |
| Droga do Ciebie. Piosenki Jerzego Wasowskiego i Jeremiego Przybory (oraz Bogdan Hołownia) | - Data: 5 listopada 2007 - Wydawca: 4 Ever Music  | –  | - POL: złota płyta |
| Sekrety życia według Leonarda Cohena                                                      | - Data: 9 stycznia 2012 - Wydawca: Sony Music     | 10 | - POL: złota płyta |
| Nad ranem                                                                                 | - Data: 8 października 2013 - Wydawca: Sony Music | 43 |                    |
| „–” album nie był notowany.                                                               |                                                   |    |                    |

Notowane utwory
| Tytuł | Rok  | Pozycja na liście | Album               |
| Tytuł | Rok  | LP3               | Album               |
| --- | ---- | ----------------- | ------------------- |
| „Odnajdę, odnajdę”                                                                                          | 2013 | 49                | Nad ranem           |
| Małgorzata Maliszczak – „Na ulicy słowiczej” (gościnnie: Lora Szafran, Mietek Szcześniak i Marcin Wyrostek) | 2015 | 44                | Złote myśli kobiety |

Inne
| Album                                     | Rok  | Uwagi | Źródło |
| ----------------------------------------- | ---- | --- | ------ |
| Walk Away – Walk Away                     | 1989 | gościnnie wokal | [ 16 ] |
| Grzegorz Wawrzyszak – On                  | 1989 | gościnnie wokal | [ 17 ] |
| Beata Molak – Wolni                       | 1990 | gościnnie wokal w utworach „Na pewno wpadnę”, „Idę tam gdzie chcesz”, „Wolni”, „To tylko życie”, „Bo ja dla ciebie”, „Lekcja – Czyli naga prawda” i „Bądź sobą” | [ 18 ] |
| Mietek Szcześniak – Niby nowy             | 1991 | gościnnie wokal | [ 19 ] |
| Jacek Niedziela – Historia roku minionego | 2002 | gościnnie wokal w utworach „Wersy Z Poświatowskiej”, „Erotyki”, „Cień / Inkub”, „Modlitwa” i „Na jednym rymie”                                                  | [ 20 ] |
| Mietek Szcześniak – Kiedyś                | 2002 | gościnnie wokal w utworze „To Moja Magia” | [ 21 ] |